# Foreverly
Albums par Billie Joe Armstrong
No Fun Mondays
(2020)
Albums par Norah Jones
Little Broken Hearts
(2012) Day Breaks
(2016)
Singles
1. Long Time Gone
Sortie : octobre 2013

Foreverly est un album collaboratif du chanteur Billie Joe Armstrong du groupe Green Day et la chanteuse Norah Jones, sorti le 25 novembre 2013 chez Reprise Records.
L'album contient des reprises de chansons traditionnelles et titres parus initialement sur l'album Songs Our Daddy Taught Us (1958) des Everly Brothers,. Il est promu par le single principal Long Time Gone. Un clip-paroles pour le single est sorti le 13 novembre 2013 et a été suivi par la publication d'un clip vidéo pour Silver Haired Daddy of Mine cinq jours plus tard.

## Liste des titres
| 1.    | Roving Gambler                            | traditionnel                             | 4:08 |
| 2.    | Long Time Gone                            | Frank Hartford, Tex Ritter, traditionnel | 3:28 |
| 3.    | Lightning Express                         | Bradley Kincaid                          | 5:00 |
| 4.    | Silver Haired Daddy of Mine               | Gene Autry, Jimmy Long                   | 3:15 |
| 5.    | Down in the Willow Garden                 | Charlie Monroe, traditional              | 4:32 |
| 6.    | Who's Gonna Shoe Your Pretty Little Feet? | traditionnel                             | 2:56 |
| 7.    | Oh So Many Years                          | Frankie Bailes                           | 3:03 |
| 8.    | Barbara Allen                             | traditionnel, Susan Urban                | 4:48 |
| 9.    | Rockin' Alone (In an Old Rockin' Chair)   | Bob Miller                               | 3:00 |
| 10.   | I'm Here to Get My Baby Out of Jail       | Karl Davis, Harty Taylor                 | 4:19 |
| 11.   | Kentucky                                  | Karl Davis                               | 3:26 |
| 12.   | Put My Little Shoes Away                  | Samuel N. Mitchell, Charles E. Pratt     | 3:28 |
| 45:23 |                                           |                                          |      |

## Crédits
Musiciens
- Billie Joe Armstrong – chant, guitare électrique, guitare acoustique, harmonium
- Norah Jones – chant, guitare électrique, guitare acoustique, banjo, carillon tubulaire, harmonium, piano
- Tim Luntzel – basse
- Dan Rieser – batterie, percussion
- Charlie Burnham – violon, mandoline, harmonica
- Jonny Lam – guitare pedal-steel[2]

Production
- Chris Dugan – ingénieur du son, mixage
- Kabir Hermon – ingénieur du son assistant
- Greg Calbi – mastérisation
- Chris Bellman – mastérisation vinyle[6]

## Classements
| Classement (2013–14)               | Meilleure position |
| ---------------------------------- | ------------------ |
| Allemagne (Media Control AG)       | 77                 |
| Autriche (Ö3 Austria Top 40)       | 29                 |
| Belgique (Flandre Ultratop)        | 50                 |
| Belgique (Wallonie Ultratop)       | 69                 |
| Canada (Canadian Albums)           | 19                 |
| Croatie (HDU International)        | 3                  |
| Danemark (Tracklisten)             | 40                 |
| Espagne (Promusicae)               | 62                 |
| États-Unis (Billboard 200)         | 19                 |
| États-Unis (Top Rock Albums)       | 4                  |
| États-Unis (Top Tastemaker Albums) | 2                  |
| France (SNEP)                      | 176                |
| Irlande (IRMA)                     | 37                 |
| Italie (FIMI)                      | 48                 |
| Pays-Bas (Mega Album Top 100)      | 80                 |
| Royaume-Uni (UK Albums Chart)      | 63                 |
| Suisse (Schweizer Hitparade)       | 16                 |

| Classement (2014)            | Position |
| ---------------------------- | -------- |
| États-Unis (Billboard 200)   | 172      |
| États-Unis (Top Rock Albums) | 37       |